# Mountain City, Tennessee
Mountain City är administrativ huvudort i Johnson County i Tennessee. Vid 2020 års folkräkning hade Mountain City 2 415 invånare.